# Israelisch besetzte Gebiete
Als israelisch besetzte Gebiete werden bisweilen diejenigen Gebiete unter israelischer Kontrolle bezeichnet, die außerhalb der 1949 mit seinen Nachbarn geschlossenen Waffenstillstandslinien Israels liegen. Vom Internationalen Gerichtshof (IGH), der UNO, anderen internationalen Organisationen sowie vielen Regierungen werden sie als besetzte Gebiete bewertet, während Israel diese Gebiete im Fall Ostjerusalems und der Golanhöhen als Israel zugehörig und sonst als „umstrittene Gebiete“ mit offenem Anspruch betrachtet. Der Internationale Gerichtshof erklärte die Besetzung der palästinensischen Gebiete 2024 in einem nicht bindenden Rechtsgutachten für völkerrechtswidrig.

## 1967 besetzte Gebiete
Die israelisch besetzten Gebiete umfassen heute das Westjordanland einschließlich Ostjerusalem, den Gazastreifen und die Golanhöhen. Die Sinai-Halbinsel, die Israel 1967 im Sechstagekrieg ebenfalls erobert hatte, wurde im Camp-David-Friedensvertrag 1982 an Ägypten zurückgegeben. Der Gazastreifen wurde im Jahre 2005 gemäß dem einseitigen Abkoppelungsplan von Ariel Scharon von israelischen Siedlungen und Militärstützpunkten geräumt, gilt für die UNO jedoch weiterhin als von Israel besetztes palästinensisches Gebiet. Auch im Libanon hatte Israel seit 1978 mehrmals Gebiete besetzt, sich aber im Jahr 2000 aus dem Libanon zurückgezogen.
Die israelische Regierung bestreitet, dass es sich bei den von Israel 1967 eroberten Territorien um besetztes Gebiet handelt, während das Oberste Gericht Israels wiederholt bestätigt hat, dass es sich besonders beim Westjordanland um besetzte Gebiete handelt.
Die israelische Regierung vertritt die Ansicht, der Begriff Okkupation und die den Schutz der Zivilbevölkerung sichernde 4. Genfer Konvention nicht anwendbar. Diese Ansicht wurde im Juli 2012 auch in einem von Ministerpräsident Benjamin Netanjahu in Auftrag gegebenen Bericht zu den selbst nach israelischem Recht illegalen Siedlungen (Outposts) im Westjordanland, dem „Levy Report“, vertreten, der sich auf eine Erklärung des Internationalen Komitees vom Roten Kreuz (IKRK) zur 4. Genfer Konvention aus dem Jahr 1958 beruft. Der Bericht, der bei rechtsgerichteten israelischen Parteien große Zustimmung findet, wurde außerhalb Israels scharf kritisiert, unter anderem vom US-Außenministerium und von amerikanischen jüdischen Mainstream-Organisationen. Im November 2012 veröffentlichte das IKRK eine Erklärung, dass es sich bei der Westbank nach internationalem Recht um von Israel besetztes Gebiet handelt, und dass die in ihnen errichteten israelischen Siedlungen die Bestimmungen des internationalen humanitären Völkerrechts verletzen.
Die offizielle israelische Sprachregelung verwendet den Begriff „umstrittene Gebiete“, soweit es sich nicht um besetzte Gebiete handelt, die von Israel annektiert wurden. Umgangssprachlich werden die besetzten Gebiete in Israel häufig kurz als die Gebiete bezeichnet. Für die internationale Staatengemeinschaft und die internationalen Organisationen, einschließlich der Vereinigten Staaten von Amerika, der Vereinten Nationen, dem IKRK und der Europäischen Union, handelt es sich jedoch um besetztes Gebiet.
Im Juli 2024 verabschiedete die Knesset eine Resolution, die die Gründung eines palästinensischen Staates ablehnt.
Ebenfalls im Juli 2024 erklärte der Internationale Gerichtshof in einem Rechtsgutachten zu den palästinensischen Gebieten, dass der Gazastreifen, das Westjordanland und Ostjerusalem völkerrechtswidrig von Israel besetzt werden. Der UN-Sicherheitsrat und die UN-Generalversammlung sollen prüfen, wie die Besatzung beendet werden kann, und Israel müsse alle israelischen Siedler aus den palästinensischen Gebieten evakuieren. Die UN-Generalversammlung forderte mit der Resolution ES-10/24 im September 2024 mit großer Mehrheit den Rückzug Israels aus den besetzten palästinensischen Gebieten binnen eines Jahres.

## Besetzte Gebiete

### Westjordanland
Die offizielle israelische Bezeichnung für das Westjordanland (engl. West Bank) lautet „Judäa und Samaria“. Dies war im 19. Jahrhundert eine in Europa gängige geographische Bezeichnung für die damals unter osmanischer Herrschaft stehende Region Palästina. Auch als Palästina nach dem Ersten Weltkrieg unter britischen Herrschaft – gestützt auf das Völkerbundsmandat für Palästina – stand, wurde diese Bezeichnung weiterhin verwendet und wird auch heute noch verwendet. Das ursprüngliche britische „Mandatsgebiet Palästina“ wurde später in das diesseits des Flusses Jordan gelegene Cisjordanien und das jenseits des Flusses gelegene Transjordanien aufgeteilt. Transjordanien wurde von Palästina gelöst und annektierte 1948 Cisjordanien. Nach der Annexion wurde das Königreich Transjordanien in Jordanien umbenannt; den Bewohnern des früheren Cisjordanien wurden die vollen jordanischen Bürgerrechte verliehen. Bis zum Juni 1967 blieb das frühere Gebiet Cisjordanien unter jordanischer Herrschaft. 1988 gab Jordanien seinen Anspruch auf das frühere Gebiet Cisjordaniens zu Gunsten der Gründung des souveränen Staates Palästina auf.
Infolge des Osloer-Friedensprozesses konnte die Palästinensische Befreiungsorganisation (PLO) in einigen Teilen des Westjordanlandes eine Palästinensische Autonomiebehörde zur Verwaltung der betreffenden Gebiete aufbauen – dies geschah in den „A-Gebieten“ komplett, in den „B-Gebiete“ aber nur teilweise. Die A- und B-Gebiete im Westjordanland umfassen zwar einen Großteil der Ballungsräume, bilden aber keine zusammenhängende Fläche, sondern werden durch zahlreiche von Israel verwaltete Enklaven – den „C-Gebieten“ – räumlich voneinander getrennt.

### Ostjerusalem
Das 1967 von Israel eroberte Ostjerusalem und Umgebung, nach internationalem Recht Teil des besetzten Westjordanlands, wurde von Israel 1980 formell annektiert, eine Annexion, die von den meisten Staaten der internationalen Staatengemeinschaft nicht anerkannt wird.
2017 erkannte die US-amerikanische Regierung unter Präsident Donald Trump Ostjerusalem als Teil der Souveränität Israels an. Die US-Botschaft wurde von Tel-Aviv nach Jerusalem verlegt und 2018 eröffnete die neue US-Botschaft in Jerusalem. Diese Anerkennung der Souveränität Israels über Ostjerusalem wurde unter dem demokratischen Präsidenten Joe Biden nicht wieder rückgängig gemacht.

### Gazastreifen
Der Gazastreifen wurde von Ägypten von 1948 bis 1967 mit kurzer Unterbrechung nach der Sueskrise militärisch verwaltet, den Bewohnern wurde jedoch die ägyptische Staatsbürgerschaft verweigert. Auch Ägypten hat seinen Anspruch auf das Gebiet zu Gunsten eines souveränen palästinensischen Staates aufgegeben. Der Gazastreifen steht seit Inkrafttreten der Oslo-Abkommen unter palästinensischer Selbstverwaltung. Die seit 2007 der Verwaltung vorstehende Hamas wird von Israel jedoch nicht anerkannt.
Im Jahre 2005 zog sich Israel aufgrund des Scharon-Planes vollständig aus dem Gazastreifen zurück und löste alle seine dortigen Siedlungen auf. Die Grenze zu Ägypten wird seit 2007 von den Palästinensern kontrolliert. Alle anderen Zugänge, einschließlich der Luft- und Seezugänge, werden weiterhin von Israel kontrolliert.
Das israelische Oberste Gericht hat anhand eigener Gutachten entschieden, dass der Gazastreifen seit dem Abzug 2005 nicht mehr besetztes Gebiet sei, weil Israel keine „effektive Gewalt“ ausübe und die Luft- und Seekontrolle laut Oslo-Verträgen ohnehin Israel zustünde. Dass Israel keine „effektive Gewalt“ über den Gazastreifen ausübt, wird bestritten. Die internationale Gemeinschaft und mehrere internationale Organisationen sehen auch nach Israels Rückzug den Gazastreifen weiterhin als okkupiertes Gebiet an. Genauer erklärte zum Beispiel 2024 der Internationale Gerichtshof, entscheidend sei hierfür nicht die militärische Präsenz, sondern die Frage, ob Israel in der Lage sei, Kontrolle im Gazastreifen auszuüben.
Das humanitäre Völkerrecht und die Staatengemeinschaft erachten Israel als für das Wohl der Bevölkerung des Gazastreifens verantwortlich. Die EU und die USA haben sich immer wieder für ein Ende der Blockade des Gazastreifens eingesetzt. Im Juni 2010 hob Israel die Blockade teilweise für wichtige Güter auf. Der britische Premierminister David Cameron kritisierte die Blockade im Juli 2010 mit folgenden Worten: „Humanitäre Güter und Menschen müssen in beide Richtungen fließen können. Gaza kann und darf nicht weiterhin ein Gefangenenlager bleiben“. Hilfsorganisationen wie Amnesty International und medico international forderten im November 2010 mit einem Appell an die internationale Gemeinschaft ebenfalls das sofortige Ende der Gaza-Blockade. Die Bevölkerung sei in ihrer Bewegungsfreiheit stark eingeschränkt. 2013 riegelte auch Ägypten seine Grenze zum Gaza-Streifen ab. Der UNO-Generalsekretär António Guterres besuchte das Gebiet im August 2017 und forderte erneut eine Aufhebung der Blockade durch Israel und Ägypten. 70 Prozent der Bevölkerung seien nach Angabe der UNO von internationaler Hilfe abhängig; die hohe Jugendarbeitslosigkeit, Trinkwassermangel und schlechte Gesundheitsversorgung hätten zu „eine der dramatischsten humanitären Krisen“ überhaupt geführt.

### Golanhöhen
Die bis 1967 zu Syrien gehörenden Golanhöhen wurden von Israel 1981 annektiert und in den Nordbezirk des Landes eingegliedert. Die Annexion wird von den meisten Staaten der internationalen Staatengemeinschaft nicht anerkannt. 2017 erkannte die Regierung der Vereinigten Staaten unter Präsident Donald Trump an, dass die Golanhöhen zu Israel gehören. Diese Anerkennung der Souveränität Israels über die Golanhöhen wurde unter dessen demokratischem Nachfolger Joe Biden nicht zurückgenommen. Auf dem Golan leben etwa 40.000 Personen, von denen ca. 20.000 israelische Siedler sind, welche in über 30 Siedlungen verteilt sind. Die weitere Bevölkerung besteht vor allem aus arabischen Drusen. Auf dem Golan hat Israel 1971 ein Skiresort aufgebaut. Bis 2015 sollen 15.000 Israelis regelmäßig Ski fahren. Nach dem Sturz der Regierung von Baschar al-Assad im Dezember 2024 kündigte Israels Premier Benjamin Netanjahu an, die israelische Besiedelung des Golans auszubauen und die ansässige Bevölkerung verdoppeln zu wollen. Weiter besetzte Israel auch den Hermon in Syrien, den höchsten Berg der Region.

## Ehemals besetzte Gebiete

### Sinai
Israel hielt die Sinai-Halbinsel zweimal besetzt: Für kurze Zeit nach der Sueskrise von 1956 und 15 Jahre lang von 1967 bis 1982 nach dem Sechstagekrieg. Im Camp-David-Abkommen von 1978 sowie im israelisch-ägyptischen Friedensvertrag von 1979 wurde die Rückgabe der Sinai-Halbinsel an Ägypten festgelegt. 1982 wurde die israelische Besatzung beendet.

### Südlicher Libanon
Seit 1978 hatte Israel wiederholt Gebiete im Süden des Libanon besetzt. Im Jahr 2000 zog Israel seine Truppen aus dem Libanon zurück. Libanon behauptet allerdings, dass Israel weiterhin libanesisches Land besetzt halte, hauptsächlich bei den Schebaa-Farmen am Fuß der Golanhöhen. Israel hingegen bezeichnet die Schebaa-Farmen als syrisches Gebiet, das nicht der Resolution 425 unterliege, die Israel zum Rückzug aus dem Libanon auffordert.

## Das israelische Kernland
Anders als die 1967 besetzten Gebiete werden die von Israel im Palästinakrieg unmittelbar nach seiner Staatsgründung im Jahr 1948 eroberten und annektierten Gebiete – die über das im von den arabischen Staaten abgelehnten UNO-Teilungsplan dem jüdischen Staat zugesprochene Territorium hinausgehen – als Teil von Israels Staatsgebiet (Kernland) angesehen. Die Waffenstillstandslinien von 1949 werden als Grenzen Israels von 1967 oder auch als Grüne Linie bezeichnet. Das Staatsgebiet Israels innerhalb dieser Grenze ist heute international weitgehend unbestritten und wird nur von einigen muslimischen Staaten, die dem jüdischen Staat das Existenzrecht absprechen, nicht anerkannt. Einige palästinensische Gruppierungen, zum Beispiel Hamas und PFLP, verfolgen das Ziel einer Eroberung Palästinas einschließlich des israelischen Kernlands.